# Micropsectra diceras
Micropsectra diceras är en tvåvingeart som först beskrevs av Jean-Jacques Kieffer 1922.  Micropsectra diceras ingår i släktet Micropsectra och familjen fjädermyggor.
Artens utbredningsområde är Tyskland. Inga underarter finns listade i Catalogue of Life.